# Problem pomiaru
Problem pomiaru – zagadnienie w mechanice kwantowej, w jaki sposób następuje załamanie funkcji falowej stojące u podstaw różnych interpretacji mechaniki kwantowej.
Funkcja falowa w mechanice kwantowej ewoluuje deterministycznie zgodnie z równaniem Schrödingera jako liniowa superpozycja stanów kwantowych. Jednak jej pomiar zawsze wskazuje, że układ fizyczny jest w określonym stanie kwantowym, a jakakolwiek przyszła ewolucja funkcji falowej opiera się na stanie, w jakim odkryto system w momencie dokonywania pomiaru, co oznacza, że pomiar „zrobił coś” z funkcją falową, co nie jest oczywiście konsekwencją ewolucji Schrödingera. 
Inicjacja rejestru kwantowego poprzez jego pomiar umożliwia na przykład działanie komputerów kwantowych.
Problem pomiaru polega na opisaniu, czym jest to „coś”, w jaki sposób superpozycja wielu stanów staje się pojedynczym stanem zmierzonym.
Problem pomiaru dobrze ilustrują eksperymenty myślowe takie jak Kot Schrödingera, czy Przyjaciel Wignera.

## Interpretacje
Kopenhaska interpretacja mechaniki kwantowej jest najstarszą i prawdopodobnie nadal najbardziej rozpowszechnioną interpretacją problemu pomiaru, która zakłada, że w akcie obserwacji przyrząd pomiarowy wchodzi w interakcję z funkcją falową, co skutkuje jej załamaniem.
Interpretację tą David Mermin określił pejoratywnie jako zamknij się i licz (ang. „shut up and calculate”).
Interpretacja wielu światów zaproponowana przez Hugh Everetta postuluje, że istnieje tylko jedna funkcja falowa, superpozycja całego wszechświata, która nigdy się nie załamuje, więc problem pomiaru nie istnieje; wszystkie pomiary zachodzą jednocześnie indukując powstawanie równoległych światów. Tym samym interpretacja ta nie jest ani weryfikowalna ani falsyfikowalna.
Interpretacja de Broglie-Bohma zaproponowana przez Louisa de Broglie i rozwinięta przez Davida Bohma postuluje, że informacja opisująca system kwantowy zawiera nie tylko funkcję falową, ale także dane uzupełniające, a dynamikę układu zadaje tzw. równanie fali pilotującej, które określa wektor prędkości układu w danej chwili, dla zadanej konfiguracji.
Interpretacja ta wprowadza jednak zmienne ukryte. Zdaniem Davida Deutscha Teorie fali pilotującej to teorie wszechświatów równoległych w stanie chronicznego zaprzeczenia.
Według innej interpretacji komórki biologiczne uważane są za najmniejsze jednostki zdolne do przetwarzania informacji kwantowej. Interpretacja ta rozwiązuje problem pomiaru w ramach zasady holograficznej, entropicznej grawitacji i emergentnej wymiarowości i teorii złożeń (eksploracja kierowana).